# Otto Neitzel

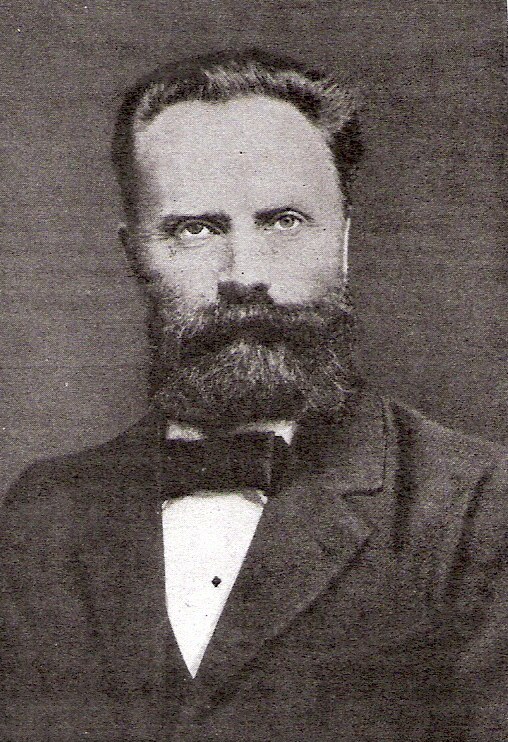
Otto Neitzel.

Otto Neitzel, född 6 juli 1852 i Falkenburg, Pommern, död 10 mars 1920 i Köln, var en tysk musiker.
Neitzel, som 1875 blev filosofie doktor, verkade som dirigent och konservatorielärare och blev 1887 musikkritiker i Kölnische Zeitung. Han komponerade flera operor och skrev bland annat Der Führer durch die Oper des Theaters der Gegenwart (band 1–3, 1890–1893; fjärde upplagan av band 3 1908), Beethovens Symphonieen (1891) och en biografi över Camille Saint-Saëns (1898).